# ناوچه سبک کلاس سریوان
ناوچه سبک کلاس سریوان (به انگلیسی: Sariwon-class corvette) یک کلاس از ناوچه سبک ساخت شوروی به طول ۶۱٫۵ متر است.